# John Gregory
John Gregory (Scunthorpe, 11 de maio de 1954) é um ex-futebolista e treinador de futebol inglês. Como treinador, o maior sucesso de Gregory foi vencer a Taça Intertoto da UEFA de 2001, com o  Aston Villa. Ele também foi eleito por duas vezes o treinador do mês da Premier League, em setembro de 1998 e em setembro de 2001.